# Balle à pointe creuse

Vue en coupe d'une balle à pointe creuse, ici avec le calibre .22 Long Rifle.

Une balle à pointe creuse (en anglais hollow point bullet) est un type de balle expansive dont la forme permet de diminuer la pénétration à l'impact et d'endommager plus de tissus. Sans pointe et creusée, l'ogive se disloque au premier contact et disperse son énergie en surface plutôt que de transpercer sa cible. En fonction de la force du projectile, il est possible qu'une balle à tête creuse puisse quand même être perforante. 
Ce type de munitions est essentiellement utilisé par les forces de l'ordre.

## Mécanisme

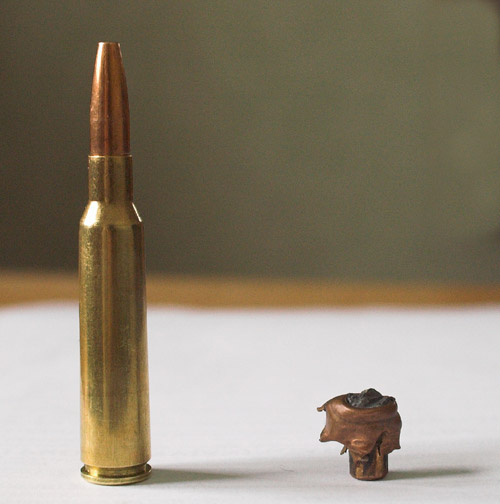
6,5 × 55 mm avant et après expansion.

### Expansion
Quand une balle à pointe creuse touche une cible, la pression va pousser le matériau (généralement du plomb) vers l'extérieur de la balle, agrandissant ainsi le diamètre du projectile. On parle parfois de champignonnage de la balle, en référence à la forme de champignon prise par la balle. On obtient ainsi une augmentation de la surface d'impact, ce qui cause plus de dégâts.

## Légalité
Les conventions de La Haye, en 1899 et 1907, ont interdit l'utilisation de balles expansives, en extension de la déclaration de Saint-Pétersbourg de 1868 qui interdisait les projectiles de moins de 400 grammes.
Malgré l'interdiction dans le cadre militaire, les balles à tête creuse sont parmi les plus utilisées par la police ou les civils, principalement en raison des dommages collatéraux : une balle à pointe creuse arrêtera sa course dans la cible plus facilement qu'une balle dure, qui sera toujours dangereuse en sortie, et le risque de ricochet de la balle est également diminué.
À la suite de plusieurs accidents avec des balles chemisées : tir qui tue un supporteur de football après avoir traversé un premier, balles qui blessent leur tireur après avoir ricoché, etc. la police française décide de remplacer ses balles chemisées par des balles à pointe creuse qui ne présentent pas ces inconvénients.
En ce qui concerne la chasse, il est parfois interdit de chasser avec des balles qui ne sont pas expansives, comme au Royaume-Uni, ou en France. Certains stands de tir interdisent les balles chemisées, en raison des dommages causés aux cibles en métal.